# Gran Premio de la República Checa de Motociclismo de 1999
El Gran Premio de la República Checa de Motociclismo de 1999 fue la décima prueba del Campeonato del Mundo de Motociclismo de 1999. Tuvo lugar en el fin de semana del 20 al 22 de agosto de 1999 en el Masaryk Circuit, situado en Brno, Moravia, República Checa. La carrera de 500cc fue ganada por Tadayuki Okada, seguido de Àlex Crivillé y Kenny Roberts Jr. Valentino Rossi ganó la prueba de 250cc, por delante de Ralf Waldmann y Tohru Ukawa. La carrera de 125cc fue ganada por Marco Melandri, Noboru Ueda fue segundo y Lucio Cecchinello tercero.

## Resultados 500cc
La carrera fue detenida en la segunda vuelta debido a la caída de James Whitham, el que también participaron José Luis Cardoso que le seguía muy de cerca; en el incidente a la Modenas KR3 del británico se le desprendió el tanque de combustible y el combustible derramado provocó un incendio en la grava. La carrera comenzó de nuevo más tarde, con una distancia total de 22 vueltas.
| Pos. | N.º | Piloto                   | Constructor | Vueltas | Tiempo/Retirado | Grilla | Puntos |
| ---- | --- | ------------------------ | ----------- | ------- | --------------- | ------ | ------ |
| 1    | 8   | Tadayuki Okada           | Honda       | 22      | 45:18.066       | 6      | 25     |
| 2    | 3   | Àlex Crivillé            | Honda       | 22      | +0.240          | 2      | 20     |
| 3    | 10  | Kenny Roberts Jr         | Suzuki      | 22      | +1.858          | 5      | 16     |
| 4    | 2   | Max Biaggi               | Yamaha      | 22      | +2.205          | 3      | 13     |
| 5    | 31  | Tetsuya Harada           | Aprilia     | 22      | +3.827          | 4      | 11     |
| 6    | 9   | Nobuatsu Aoki            | Suzuki      | 22      | +4.032          | 11     | 10     |
| 7    | 5   | Alex Barros              | Honda       | 22      | +9.815          | 8      | 9      |
| 8    | 24  | Garry McCoy              | Yamaha      | 22      | +17.181         | 12     | 8      |
| 9    | 55  | Régis Laconi             | Yamaha      | 22      | +17.408         | 13     | 7      |
| 10   | 15  | Sete Gibernau            | Honda       | 22      | +17.593         | 15     | 6      |
| 11   | 17  | Jurgen van den Goorbergh | MuZ Weber   | 22      | +32.221         | 1      | 5      |
| 12   | 14  | Juan Bautista Borja      | Honda       | 22      | +34.519         | 14     | 4      |
| 13   | 26  | Haruchika Aoki           | TSR-Honda   | 22      | +37.566         | 16     | 3      |
| 14   | 19  | John Kocinski            | Honda       | 22      | +48.323         | 10     | 2      |
| 15   | 20  | Mike Hale                | Modenas KR3 | 22      | +1:10.496       | 21     | 1      |
| 16   | 68  | Mark Willis              | Modenas KR3 | 22      | +1:28.349       | 22     |        |
| Ret  | 6   | Norick Abe               | Yamaha      | 16      | Retirado        | 9      |        |
| Ret  | 22  | Sébastien Gimbert        | Honda       | 12      | Accidente       | 20     |        |
| Ret  | 21  | Michael Rutter           | Honda       | 12      | Accidente       | 23     |        |
| Ret  | 4   | Carlos Checa             | Yamaha      | 9       | Accidente       | 7      |        |
| Ret  | 52  | David De Gea             | Honda       | 1       | Retiradoo       | 24     |        |
| DNS  | 7   | Luca Cadalora            | MuZ Weber   |         |                 | 17     |        |
| DNS  | 69  | James Whitham            | Modenas KR3 |         |                 | 18     |        |
| DNS  | 25  | José Luis Cardoso        | TSR-Honda   |         |                 | 19     |        |

- Pole Position: Jurgen van den Goorbergh, 2:01.572
- Vuelta Rápida: Tadayuki Okada, 2:02.661

## Resultados 250cc
| Pos. | N.º | Piloto             | Constructor | Vueltas | Tiempo/Retirado | Grilla | Puntos |
| ---- | --- | ------------------ | ----------- | ------- | --------------- | ------ | ------ |
| 1    | 46  | Valentino Rossi    | Aprilia     | 20      | 41:48.114       | 3      | 25     |
| 2    | 6   | Ralf Waldmann      | Aprilia     | 20      | +0.700          | 1      | 20     |
| 3    | 4   | Tohru Ukawa        | Honda       | 20      | +2.833          | 5      | 16     |
| 4    | 56  | Shinya Nakano      | Yamaha      | 20      | +6.206          | 6      | 13     |
| 5    | 19  | Olivier Jacque     | Yamaha      | 20      | +11.776         | 11     | 11     |
| 6    | 7   | Stefano Perugini   | Honda       | 20      | +11.989         | 4      | 10     |
| 7    | 1   | Loris Capirossi    | Honda       | 20      | +20.421         | 2      | 9      |
| 8    | 9   | Jeremy McWilliams  | Aprilia     | 20      | +21.842         | 7      | 8      |
| 9    | 24  | Jason Vincent      | Honda       | 20      | +30.956         | 9      | 7      |
| 10   | 21  | Franco Battaini    | Aprilia     | 20      | +34.465         | 8      | 6      |
| 11   | 44  | Roberto Rolfo      | Aprilia     | 20      | +40.974         | 12     | 5      |
| 12   | 36  | Masaki Tokudome    | TSR-Honda   | 20      | +54.621         | 16     | 4      |
| 13   | 37  | Luca Boscoscuro    | TSR-Honda   | 20      | +54.787         | 18     | 3      |
| 14   | 11  | Tomomi Manako      | Yamaha      | 20      | +59.356         | 14     | 2      |
| 15   | 14  | Anthony West       | TSR-Honda   | 20      | +1:02.158       | 19     | 1      |
| 16   | 15  | David García       | Yamaha      | 20      | +1:02.230       | 21     |        |
| 17   | 10  | Fonsi Nieto        | Yamaha      | 20      | +1:21.428       | 25     |        |
| 18   | 41  | Jarno Janssen      | TSR-Honda   | 20      | +1:24.496       | 20     |        |
| 19   | 22  | Lucas Oliver Bultó | Yamaha      | 20      | +1:37.607       | 23     |        |
| 20   | 58  | Matias Rios        | Aprilia     | 20      | +1:50.008       | 27     |        |
| 21   | 86  | Vladimír Častka    | Honda       | 20      | +1:50.168       | 26     |        |
| Ret  | 12  | Sebastián Porto    | Yamaha      | 17      | Accidente       | 10     |        |
| Ret  | 18  | Scott Smart        | Aprilia     | 15      | Retirado        | 22     |        |
| Ret  | 23  | Julien Allemand    | TSR-Honda   | 10      | Accidente       | 13     |        |
| Ret  | 87  | Radomil Rous       | Honda       | 10      | Retirado        | 29     |        |
| Ret  | 17  | Maurice Bolwerk    | TSR-Honda   | 9       | Accidente       | 17     |        |
| Ret  | 66  | Alex Hofmann       | TSR-Honda   | 5       | Accidente       | 15     |        |
| Ret  | 89  | Lars Langer        | Yamaha      | 4       | Retirado        | 30     |        |
| Ret  | 73  | Aarno Visscher     | Aprilia     | 2       | Retirado        | 28     |        |
| Ret  | 16  | Johan Stigefelt    | Yamaha      | 0       | Accidente       | 24     |        |
| DNQ  | 88  | Lukáš Vavrecka     | Honda       |         |                 |        |        |

- Pole Position: Ralf Waldmann, 2:04.158
- Vuelta Rápida: Valentino Rossi, 2:04.469

## Resultados 125cc
| Pos. | N.º | Piloto               | Constructor | Vueltas | Tiempo/Retirado | Grilla | Puntos |
| ---- | --- | -------------------- | ----------- | ------- | --------------- | ------ | ------ |
| 1    | 13  | Marco Melandri       | Honda       | 19      | 41:23.897       | 3      | 25     |
| 2    | 6   | Noboru Ueda          | Honda       | 19      | +11.672         | 2      | 20     |
| 3    | 5   | Lucio Cecchinello    | Honda       | 19      | +11.717         | 4      | 16     |
| 4    | 8   | Gianluigi Scalvini   | Aprilia     | 19      | +11.785         | 6      | 13     |
| 5    | 41  | Youichi Ui           | Derbi       | 19      | +21.012         | 8      | 11     |
| 6    | 7   | Emilio Alzamora      | Honda       | 19      | +24.598         | 5      | 10     |
| 7    | 17  | Steve Jenkner        | Aprilia     | 19      | +24.739         | 17     | 9      |
| 8    | 16  | Simone Sanna         | Honda       | 19      | +24.801         | 7      | 8      |
| 9    | 23  | Gino Borsoi          | Aprilia     | 19      | +24.979         | 14     | 7      |
| 10   | 21  | Arnaud Vincent       | Aprilia     | 19      | +40.513         | 9      | 6      |
| 11   | 26  | Ivan Goi             | Honda       | 19      | +41.599         | 24     | 5      |
| 12   | 4   | Masao Azuma          | Honda       | 19      | +41.706         | 11     | 4      |
| 13   | 78  | Klaus Nöhles         | Honda       | 19      | +41.740         | 12     | 3      |
| 14   | 18  | Reinhard Stolz       | Honda       | 19      | +41.771         | 21     | 2      |
| 15   | 32  | Mirko Giansanti      | Aprilia     | 19      | +42.289         | 10     | 1      |
| 16   | 29  | Ángel Nieto Jr       | Honda       | 19      | +42.356         | 22     |        |
| 17   | 10  | Jerónimo Vidal       | Aprilia     | 19      | +42.469         | 23     |        |
| 18   | 44  | Alessandro Brannetti | Aprilia     | 19      | +1:01.337       | 20     |        |
| 19   | 20  | Bernhard Absmeier    | Aprilia     | 19      | +1:01.420       | 18     |        |
| 20   | 11  | Max Sabbatani        | Honda       | 19      | +1:23.838       | 15     |        |
| 21   | 82  | Jakub Smrž           | Honda       | 19      | +1:24.629       | 25     |        |
| 22   | 22  | Pablo Nieto          | Derbi       | 19      | +1:26.068       | 27     |        |
| 23   | 84  | Igor Kalab           | Honda       | 19      | +1:26.406       | 26     |        |
| Ret  | 15  | Roberto Locatelli    | Aprilia     | 18      | Accidente       | 1      |        |
| Ret  | 81  | Jaroslav Huleš       | Italjet     | 15      | Retirado        | 19     |        |
| Ret  | 1   | Kazuto Sakata        | Honda       | 12      | Retirado        | 13     |        |
| Ret  | 12  | Randy De Puniet      | Aprilia     | 4       | Retirado        | 16     |        |
| DNQ  | 83  | Michal Brezina       | Honda       |         |                 |        |        |
| DNQ  | 54  | Manuel Poggiali      | Aprilia     |         |                 |        |        |

- Pole Position: Roberto Locatelli, 2:09.384
- Vuelta Rápida: Marco Melandri, 2:09.617